# Hilário (football, 1939)
Pour les articles homonymes, voir Hilário.
Hilário Rosário da Conceição, plus connu sous le nom d'Hilário, né le 19 mars 1939 à Lourenço-Marquès (ancien nom de la capitale Maputo au Mozambique, ancienne colonie portugaise) est un footballeur portugais.

## Biographie
Hilário jouait comme défenseur au Sporting Portugal et en équipe du Portugal dans les années 1960.
Il a connu 39 sélections en équipe nationale entre 1959 et 1971. Il a fait partie de l'équipe du Portugal de 1966, emmenée par Eusébio, qui a atteint les demi-finales de la Coupe du monde 1966 en Angleterre.
Hilário a débuté comme Eusébio au Sporting Lourenço Marques au Mozambique avant de signer au Sporting.
Avec le Sporting, il a remporté trois championnats du Portugal et trois Coupes du Portugal. Il n'a cependant pas participé à la finale de la Coupe des coupes remportée en 1964 par le Sporting : il était en effet blessé.
Après sa carrière de joueur, Hilário s'est reconverti en entraîneur. Il a notamment entraîné le Sporting Braga lors de la saison 1979-1980.

## Carrière
| Saison    | Club                      | Montant | Division | Matches | Buts |
| --------- | ------------------------- | ------- | -------- | ------- | ---- |
| 1958      | Sporting Lourenço Marques |         | I        |         |      |
| 1958-1959 | Sporting Portugal         |         | I        | 16      | 0    |
| 1959-1960 | Sporting Portugal         |         | I        | 26      | 0    |
| 1960-1961 | Sporting Portugal         |         | I        | 25      | 0    |
| 1961-1962 | Sporting Portugal         |         | I        | 24      | 0    |
| 1962-1963 | Sporting Portugal         |         | I        | 26      | 0    |
| 1963-1964 | Sporting Portugal         |         | I        | 20      | 0    |
| 1964-1965 | Sporting Portugal         |         | I        | 22      | 0    |
| 1965-1966 | Sporting Portugal         |         | I        | 26      | 0    |
| 1966-1967 | Sporting Portugal         |         | I        | 23      | 0    |
| 1967-1968 | Sporting Portugal         |         | I        | 25      | 1    |
| 1968-1969 | Sporting Portugal         |         | I        | 19      | 0    |
| 1969-1970 | Sporting Portugal         |         | I        | 24      | 0    |
| 1970-1971 | Sporting Portugal         |         | I        | 23      | 0    |
| 1971-1972 | Sporting Portugal         |         | I        | 30      | 0    |
| 1972-1973 | Sporting Portugal         |         | I        | 2       | 0    |

## Palmarès
- 40 sélections avec l'équipe du Portugal de 1959 à 1970
- Champion du Portugal en 1962, 1966 et 1970
- Vainqueur de la Coupe du Portugal en 1963, 1971 et 1973